# Gyászos gerle
A gyászos gerle (Streptopelia lugens) a madarak osztályának galambalakúak (Columbiformes) rendjéhez és a galambfélék (Columbidae) családjához tartozó faj.

## Előfordulása
Burundi, a Kongói Demokratikus Köztársaság, Eritrea, Etiópia, Kenya, Malawi, Ruanda, Szaúd-Arábia, Szomália, Dél-Szudán, Tanzánia, Uganda, Jemen és Zambia területén honos.